# Джіа
«Джіа» (англ. Gia) — біографічна драма про життя та смерть від СНІДу топмоделі Джії Каранджі. Фільм знято для американського телебачення, виконавиця головної ролі Анджеліна Джолі отримала за свою гру нагороду «Золотий глобус».

## Сюжет
Сюжет фільму засновується на житті знаменитої в 1970 роки фотомоделі Джіа Марії Каранджі.
Джиа з 17 років працювала у свого батька в закусочній, поки одного дня їй не запропонували спробувати себе фотомоделлю. Вона погоджується. Скандальна перша фотосесія Джиї, оголеної та за залізним парканом стала відомою на весь світ. Її лесбійські стосунки з фотографкою Ліндою засуджувало суспільство. Фільм закінчуюється смертю Джиї від СНІДу у 26 років (у 1986). Каранджі стала однією з перших жінок, чиєю причиною смерті був відкрито названий вірус імунодефіциту.

## У ролях
- Анджеліна Джолі — Джіа Марія Каранджі
  - Міла Куніс — юна Джія Каранджі
- Фей Данавей — Вільгельміна Купер
- Мерседес Рюль — Кетлін Каранджі
- Елізабет Мітчел — Лінда
- Скотт Коен — Майк Менсфілд
- Ерік Майкл Коул — Ті Джей
- Кайлі Тревіс — Стефані
- Луіс Г'ямбалво
- Джон Консідайн
- Едмунд Жене

## Виробництво
- Анджеліна Джолі дуже довго відхиляла роль Джії, посилаючись на те, що за її словами, життя Джії було дуже схоже на її власне.
- На відео випущена альтернативна версія картини, де залишилися відверті сцени сексу між Джіа і Ліндою.

## Нагороди
Фільм отримав два Золотих глобуси, а також 7 інших нагород і 12 номінацій різних кінофестивалів.